# ジョルジュ・コスタ
ジョルジュ・パウロ・コスタ・アルメイダ（Jorge Paulo Costa Almeida, 1971年10月14日 - 2025年8月5日）は、ポルトガル・ポルト出身の元同国代表サッカー選手、サッカー指導者。現役時代のポジションはディフェンダー（センターバック）。
選手時代の愛称は「タンク (戦車) 」「重戦車」「野獣」と親しまれていた。

## 経歴
1992年にポルトガル代表デビュー。UEFA EURO 2000では全5試合に出場、ベスト4となった。2002 FIFAワールドカップでもグループステージ全3試合に出場した。ポルトガル代表で通算49試合に出場、2得点をあげた。
2025年8月5日、トレーニングセンターで体調を崩し、病院に搬送されたが心肺停止状態で死亡が確認された。53歳没。

## 所属クラブ
- FCポルト 1990-2005

→ FCペナフィエル1990-1991 (loan)
→ CSマリティモ 1991-1992 (loan)
→ チャールトン・アスレティックFC 2001-2002 (loan)
- スタンダール・リエージュ 2005-2006

## 代表歴

### 出場大会
- ポルトガル代表
  - 2002 FIFAワールドカップ

### 試合数
- 国際Aマッチ 49試合 2得点（1992年-2002年）[1]

| ポルトガル代表 | 国際Aマッチ | 国際Aマッチ |
| 年             | 出場        | 得点        |
| -------------- | ----------- | ----------- |
| 1992           | 1           | 0           |
| 1993           | 4           | 0           |
| 1994           | 0           | 0           |
| 1995           | 8           | 0           |
| 1996           | 2           | 0           |
| 1997           | 3           | 0           |
| 1998           | 3           | 0           |
| 1999           | 2           | 0           |
| 2000           | 13          | 1           |
| 2001           | 6           | 0           |
| 2002           | 7           | 1           |
| 通算           | 49          | 2           |

## 指導歴
- SCブラガ 2006-2007.10
- SCオリャネンセ2008-2010
- アカデミカ・コインブラ 2010
- CFRクルジュ 2011.6-2012.4
- AELリマソール 2012.10-2013.6
- アノルトシス・ファマグスタ 2013-2014
- FCパソス・デ・フェレイラ 2014
- ガボン代表 2014-2016
- CSスファクシアン 2017
- FCアロウカ 2017

## タイトル

### 選手時代
FCポルト
- プリメイラ・リーガ:8回（1992-93、1994-95、1995-96、1996-97、1997-98、1998-99、2002-03、2003-04）
- タッサ・デ・ポルトガル:5回（1993-94、1997-98、1999-2000、2000-01、2002-03）
- スーペルタッサ・カンディド・デ・オリベイラ:8回（1993、1994、1995、1997、1999、2000、2002、2004）
- UEFAチャンピオンズリーグ:1回（2003-04）
- UEFAカップ:1回（2002-03）
- インターコンチネンタルカップ:1回（2004）

ポルトガル代表
- FIFAワールドユース選手権:1回（1991）

個人
- ポルトガル・ゴールデン・ボール：1回 (2000)

### 監督時代
SCオリャネンセ
- セグンダ・リーガ:1回（2008-09）

CFRクルジュ
- リーガ1:1回（2011-12）

個人
- CNIDアウォーズ・ブレイクスルー監督:（2008–09）